# Geert Wellens
Geert Wellens (Herentals, 30 januari 1983) is een voormalig Belgisch veldrijder en jongere broer van Bart Wellens.
Na enkel jaren rondgereden te hebben als eliterenner zonder contract is hij sinds oktober 2013 actief als co-commentator bij verschillende veldritten bij de commerciële televisiezender VIER.

## Belangrijkste prestaties
- Belgisch Kampioenschap bij de elite zonder contract Oostmalle 2009-2010
- 3de Belgisch Kampioenschap bij de elite zonder contract Tervuren 2005-2006
- Winnaar A-cross Silvelle 2003-2004
- Brons in Belgisch Kampioenschap beloften Lille 2003-2004
- Belgisch kampioen bij de nieuwelingen Soumagne 1998-1999
- Belgisch kampioen bij de juniores Mol 2000-2001